# Dolmen von Trellyffaint

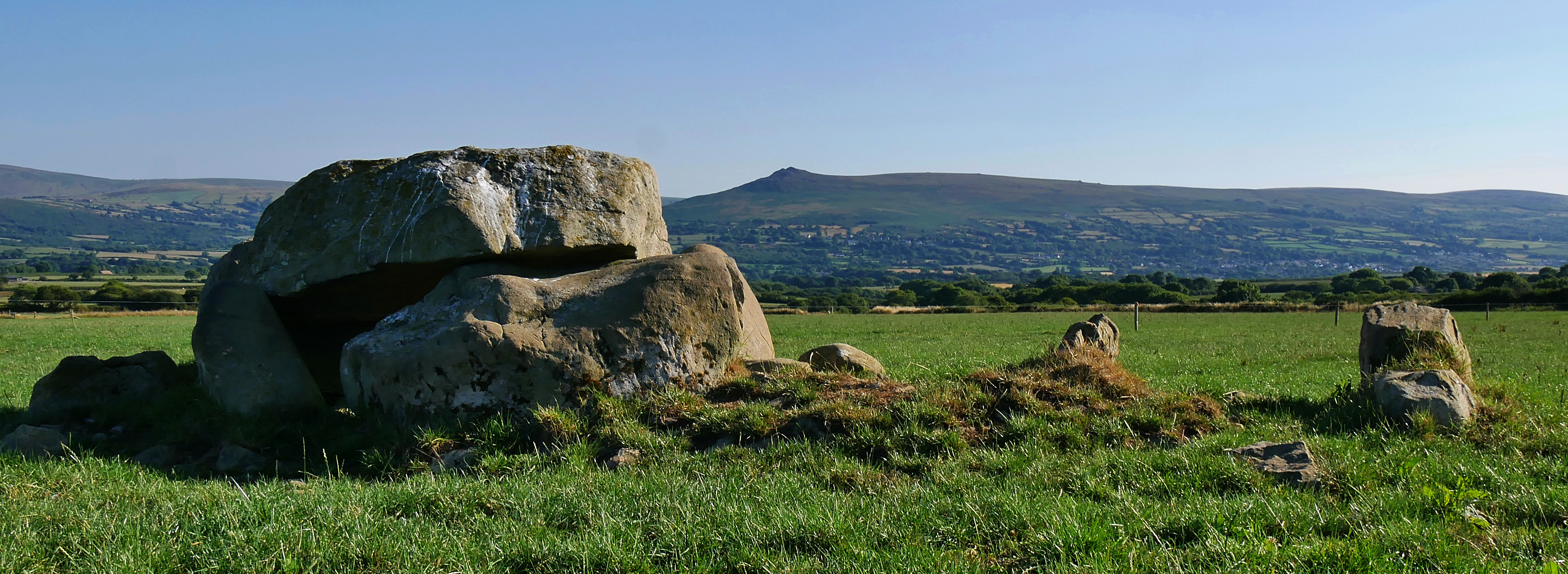
Dolmen von Norden

Der Dolmen von Trellyffaint (auch Trellyfaint oder Trellefan genannt – deutsch „Heimat der Kröten“) ist ein klassisches walisisches Portal Tomb. Es liegt nördlich von Nevern (Pembrokeshire) auf der Südseite eines sanften Hügels im Nevern-Tal zwischen zwei Strömen, die in den Afon Nyfer fließen. Trellyffaint ist ein Doppelgrab mit einer großen oder Haupt- und kleinen oder Nebenkammer. 
Der Deckstein der Hauptkammer hat etwa 35 Schälchen (englisch cups) auf der Oberfläche, deren natürliche oder artifizielle Entstehung diskutiert wird. Er wird im Süden von zwei Steinen getragen und ein dritter, tragender Stein blockiert die Rückseite der Kammer auf der Nordseite. Die Kammerhöhe war früher größer, aber der Deckstein verrutschte und zerbrach. 
Die kleinere, im Nordwesten benachbarte Kammer besteht nur noch aus drei Seitensteinen. Es kann eine später hinzugefügte Kammer oder eine Steinkiste sein. Möglicherweise bedeckte früher ein Cairn beide Kammern.
Etwa 200 südlich steht ein Menhir. Etwa 1,0 km entfernt liegt der Quoit Llech-Y-Tripedd.

Dolmen von Trellyffaint
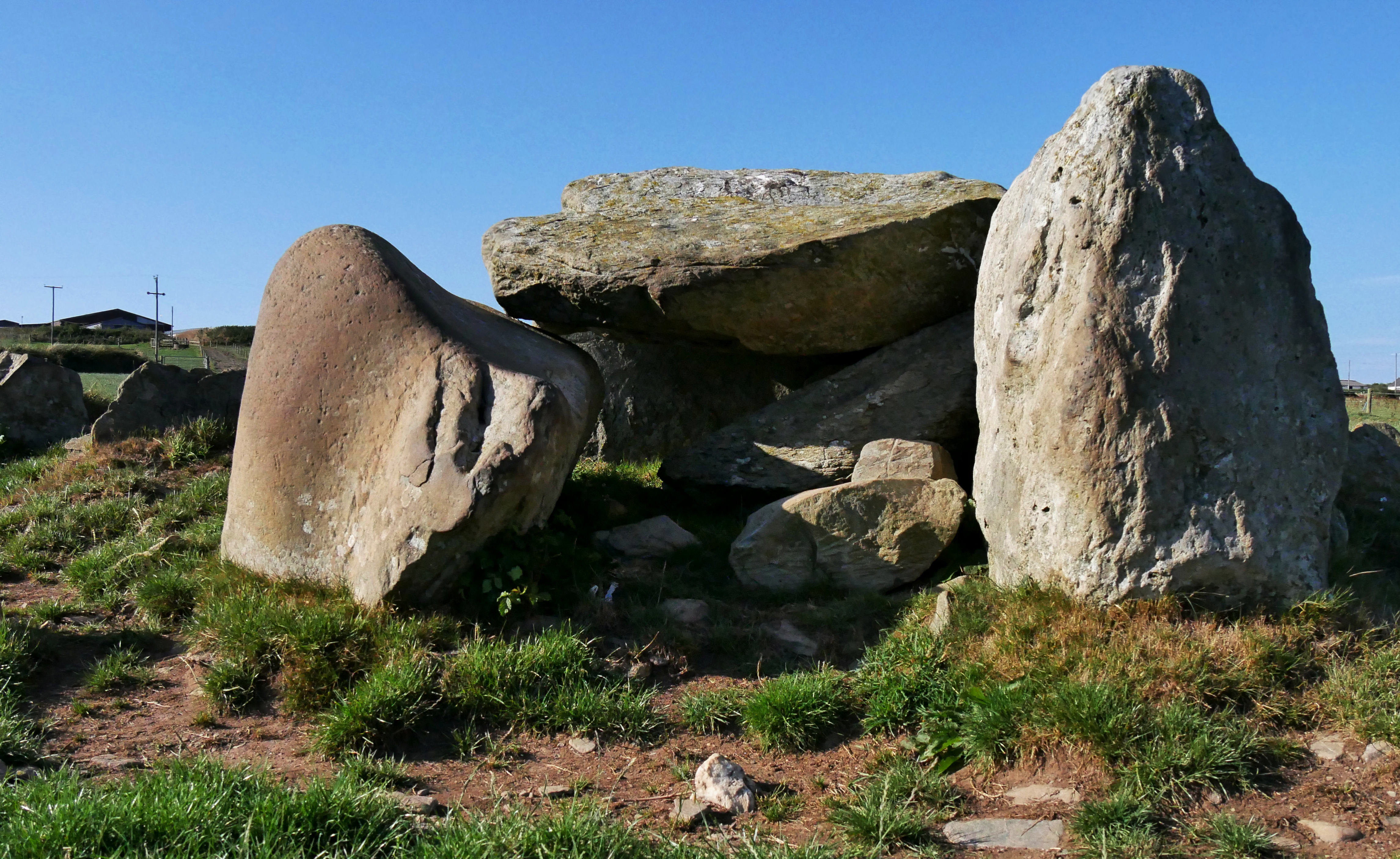
Von Süden
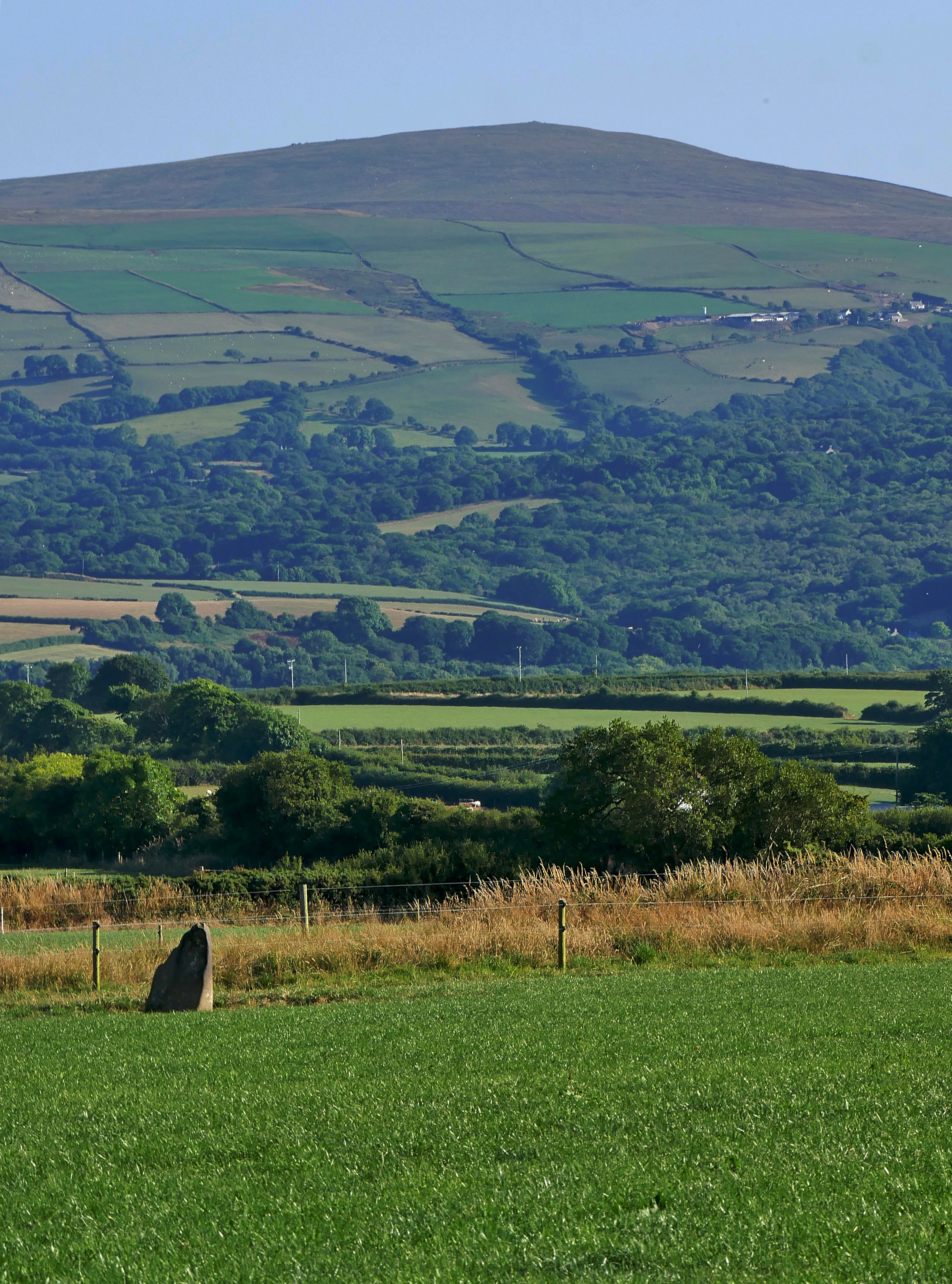
Trellyffaint Standing Stone
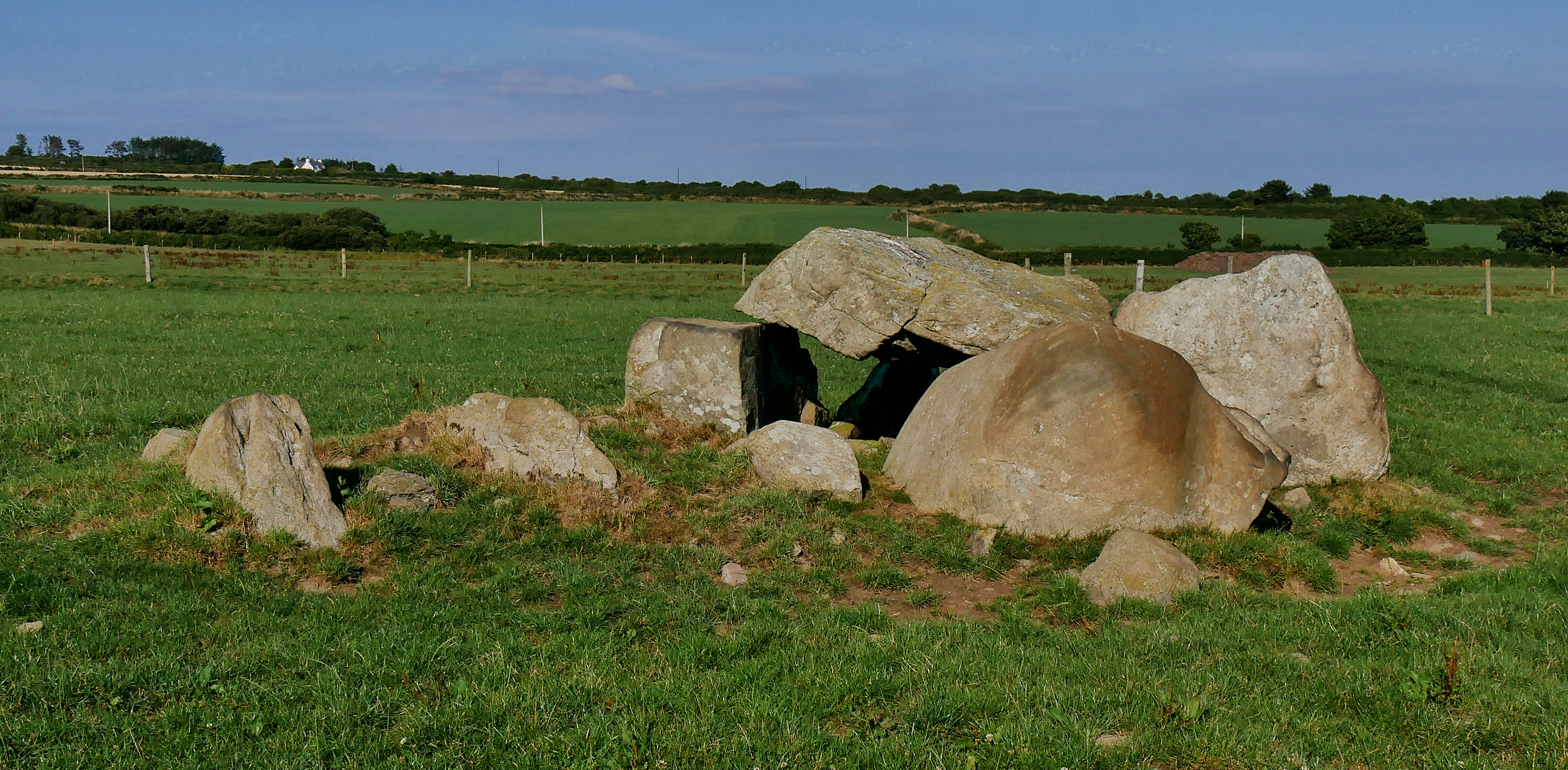
Von Westen

Zugang: Der Dolmen steht von der Autostraße hinter einem sehr auffälligem Hof mit großem Silo. Von dort aber nach Westen weiterfahren bis zur nächsten Seitenstraße zum Hof Trellyffaint. Dort Parkmöglichkeit und ein eingezäunter Zugang über Felder und Feldwege zum Dolmen.
Der Vitalianus-Stein steht neben dem Eingang der St. Brynach’s Church in Nevern.